# Peytavin de Montesquiou
Peytavin de Montesquiou, le cardinal d'Albi (né en Occitanie et mort le  1er février 1355, probablement à Avignon) est un cardinal français du XIVe siècle.

## Biographie
Peytavin de Montesquiou est clerc et chanoine au chapitre de Bazas. Il est élu évêque de Bazas en 1325 et transféré aux diocèses de Maguelone en 1334, de Lodève et d'Albi en 1339. En 1337, il est nommé légat apostolique en Allemagne.
De Montesquiou est créé cardinal par le pape Clément VI lors du consistoire du 17 décembre 1350. Il participe au conclave de 1352, au cours duquel Innocent VI est élu.